# Zuñeda
Zuñeda – gmina w Hiszpanii, w prowincji Burgos, w Kastylii i León, o powierzchni 12,14 km². W 2011 roku gmina liczyła 61 mieszkańców.